# 916
| 916                |
| ------------------ |
| Dødsfald - Fødsler |
|                    |

| Gregoriansk kalender | 916 CMXVI               |
| Ab urbe condita      | 1669                    |
| Armensk kalender     | 365 ԹՎ ՅԿԵ              |
| Kinesiske kalender   | 3612 – 3613 乙亥 – 丙子 |
| Etiopisk kalender    | 908 – 909               |
| Jødisk kalender      | 4676 – 4677             |
| Hindukalendere       |                         |
| - Vikram Samvat      | 971 – 972               |
| - Shaka Samvat       | 838 – 839               |
| - Kali Yuga          | 4017 – 4018             |
| Iransk kalender      | 294 – 295               |
| Islamisk kalender    | 303 – 304               |

Se også 916 (tal)

## Dødsfald
- Klemens af Ohrid, bulgarsk forfatter og ærkebiskop (født ca. 840)

| År | Spire Denne artikel om et år, årti, århundrede eller årtusinde er en spire som bør udbygges. Du er velkommen til at hjælpe Wikipedia ved at udvide den. |